# Анон
Анон (фр. Hasnon) насеље је и општина у североисточној Француској у региону Север-Па д Кале, у департману Север која припада префектури Валансјен.
По подацима из 2011. године у општини је живело 3818 становника, а густина насељености је износила 299,69 становника/km². Општина се простире на површини од 12,74 km². Налази се на средњој надморској висини од 19 метара (максималној 21 m, а минималној 14 m).

## Демографија
| 1962. | 1968. | 1975. | 1982. | 1990. | 1999. | 2011. |
| ----- | ----- | ----- | ----- | ----- | ----- | ----- |
| 3.235 | 3.275 | 3.271 | 3.395 | 3.271 | 3.180 | 3.818 |

График промене броја становника у току последњих година